# Reble (construcció)
En una construcció, es denomina reble (del llatí replēre, omplir), a les separacions entre les diferents filades de maçoneria amb argamassa, executades amb petites pedres o grava, donant aspecte de calaixos. Era un sistema constructiu usual a l'època nassarita al sud d'Espanya.